# Johann Haddinga
Johann Haddinga (* 26. November 1934 in Norden; † 26. Dezember 2021 ebenda) war Journalist und Autor in der niedersächsischen Stadt Norden.

## Leben
Johann Haddinga wuchs in Norden in Ostfriesland auf. Er besuchte das Ulrichsgymnasium in Norden und machte dort 1955 das Abitur. Nach einem Volontariat wurde er Redakteur der Ostfriesen-Zeitung in Leer. Ab 1959 war er Redakteur und ab 1968 stellvertretender Chefredakteur der Nordsee-Zeitung in Bremerhaven. 
Von 1983 bis 1999 arbeitete Haddinga als Chefredakteur der Tageszeitung Ostfriesischer Kurier. Auch nach dem Eintritt in den Ruhestand blieb Haddinga als Autor aktiv. Er verfasste diverse Veröffentlichungen und Bücher über Ostfriesland.

## Werke
- Über die Ostfriesen. Bremerhaven 1974
- Das Buch vom ostfriesischen Tee. 2. Auflage, Leer 1986, ISBN 978-3-7963-0237-4.
- mit Theo Schuster: Das Buch vom ostfriesischen Humor. Vier Bände, Leer 1982–2007, ISBN 978-3-7963-0186-5, ISBN 978-3-7963-0188-9, ISBN 978-3-7963-0213-8, ISBN 978-3-7963-0303-6
- Stunde Null. 1944–48. Ostfriesland schwerste Jahre. Soltau-Kurier, Norden 1988, ISBN 978-3-922365-76-1.
- Kriegsalltag in Ostfriesland. Norden 1995
- mit Martin Stromann (Fotos): Norden-Norddeich – eine Küstenstadt stellt sich vor. Norden 2001, ISBN 978-3-928327-43-5.
- Norden – Die Stadtchronik (20. Jahrhundert). Norden 2001
- Luftkurort Hage. Norden 2002, ISBN 978-3928327558.
- Sommer an der See – Badeleben in Norden-Norddeich. Norden 2007, ISBN 978-3939870456.
- Norder Geschichten. Zwei Bände. Band 1: Norden 2009, ISBN 978-3-939870-23-4, Band 2: Norden 2015, ISBN 978-3-944841-23-6
- Bewegte Zeiten in Norden – Geschichte im Spiegel der Jahre 1914 – 1948. Norden 2010, ISBN 978-3939870852.
- Bewegte Jahre in Ostfriesland. Gegen das Vergessen. Zeitbilder 1914–1950. Ostfriesland Verlag – SKN: Norden 2020. ISBN 978-3-944841-61-8.

## Ehrungen und Auszeichnungen
- 1999: Verdienstkreuz am Bande des Niedersächsischen Verdienstordens
- 2006: Ubbo-Emmius-Medaille der Ostfriesischen Landschaft[3]
- 2018: Ehrenmitglied der Landschaftsversammlung der Ostfriesischen Landschaft[4]